# Вознесенская церковь (Нежин)
Вознесенская церковь — приходской храм Нежинской и Прилукской епархии Украинской православной церкви (Московского патриархата) в Нежине. Памятник архитектуры местного значения.
Главный престол храма освящён в честь Вознесения Господня.

## История
Изначально объект был внесён в «список памятников архитектуры вновь выявленных» под названием Вознесенская церковь.
Приказом Министерства культуры и туризма от 21.12.2012 № 1566 присвоен статус памятник архитектуры местного значения с охранным № 10048-Чр под названием Вознесенская церковь.

## Описание
Вознесенская церковь построена в 1785—1805 годах на месте деревянной церкви в предместье Нежина Авдеевке на средства помещика Тарасевича и прихожан. Храм имел один престол во имя Вознесения Господня. В 1853—1855 годах церковь была перестроена и расширена.
Каменная, пятидольный (пятисрубный), двухэтажная, крестообразная в плане церковь, удлинённая по оси запад — восток. С севера и юга к основному объёму примыкают прямоугольные в плане приделы. Апсида полукруглая. Центральная глава — однозаломный (одноуступный) грушеобразный купол на восьмигранном (восьмерик) световом барабане. По краям меньшие главы. С запада примыкает трёхъярусная колокольня — четверик, несущий восьмерик на четверике, увенчанный шатром с глухим фонариком и главкой. Имеет три входа — западный со стороны колокольни, два со стороны северного и южного приделов. Фасад храма, второй и третий ярусы колокольни завершаются фронтонами. Фасад храма полуколоннами расчленён на прясла; украшает фасад и окна декор в форме арочных проёмов. Фасад расчленяют тяги и венчает карниз. Церковь обнесена ограждением.
После октября 1917 года церковь была закрыта.
В 1990 году храм был реставрирован, позже был передан религиозной общине. Возобновлено богослужение.